# Samuel Fuller
Samuel Fuller (Worcester, 12 agosto 1912 – Los Angeles, 30 ottobre 1997) è stato un regista, sceneggiatore e produttore cinematografico statunitense.
Con il suo stile violento e visionario è stato un profondo innovatore del cinema di genere americano.

## Biografia
Nel 1924 si trasferì con la famiglia a New York, dove lavorò come venditore di strada del New York Evening Graphic, di cui divenne  a 17 anni giornalista di cronaca nera. 

### A Hollywood e la seconda guerra mondiale
Nella seconda metà degli anni trenta si spostò in California, dove lavorò come giornalista al San Diego Sun e come sceneggiatore a Hollywood. Cappelli in aria (1937) di Boris Petroff fu il primo film che reca il suo nome nei titoli.
Durante la seconda guerra mondiale combatté in Nordafrica, Sicilia, Belgio, Normandia (ove partecipò, come tenente, allo sbarco del D-Day) e Germania, guadagnandosi una stella d'argento e una di bronzo. Membro della prima divisione della fanteria statunitense, in qualità di reporter fu fra i primi a filmare alcuni prigionieri dei tedeschi vittime della soluzione finale.
Al suo ritorno in patria scrisse sceneggiature per la Warner Bros. e realizzò il suo primo film come regista, il "western realistico" Ho ucciso Jess il bandito (1949), seguito da Il barone dell'Arizona (1950) e Corea in fiamme (1951). Dal 1951 al 1957 venne messo sotto contratto dalla 20th Century Fox, per cui realizzò otto film, tra i quali il western La tortura della freccia (1957) con Rod Steiger e Charles Bronson.

### La produzione
Nella sua nuova veste di produttore indipendente, tra la fine degli anni cinquanta e i primi anni sessanta diresse alcuni dei suoi film più noti: La vendetta del gangster (1959), Il corridoio della paura (1962), L'urlo della battaglia (1962), di cui la Warner modificò il finale contro il suo parere e Il bacio nudo (1964). Dal 1962 lavorò per la televisione alle serie Il virginiano e Iron Horse.
Nel 1965 Jean-Luc Godard gli assegnò una parte in Il bandito delle 11. I registi della Nouvelle Vague lo acclamarono come uno dei loro maestri per il suo ritmo e stile visivo, mentre in patria Fuller fu costretto a ridurre la sua produzione per gli aspri contrasti con gli Studios che gli bloccarono numerosi progetti. Tra il 1967 e il 1980, girò soltanto due film, Quattro bastardi per un posto all'inferno (1969), realizzato con fondi messicani, e Un piccione morto in Beethovenstrasse, episodio della serie televisiva Tatort (1973).
Nel 1980 Fuller tornò dietro la macchina da presa per dirigere Il grande uno rosso, film in cui rievocò la sua esperienza di combattente durante la seconda guerra mondiale; nel 1982 fu la volta di White Dog, che però fu un insuccesso al botteghino. Nel 1987 recitò nel film horror-ironico I vampiri di Salem's Lot nel ruolo del dottor Van Meer, ex cacciatore di criminali nazisti che combatte contro i vampiri. Il suo ultimo film, Strada senza ritorno (1989), venne realizzato in Francia.

### Come attore
Fuller prese parte come attore a numerosi film di registi che ammiravano la sua opera: Wim Wenders lo diresse in L'amico americano (1977), Hammett - Indagine a Chinatown (1982), Lo stato delle cose (1982) e Crimini invisibili (1997). Recitò anche in Fuga da Hollywood (1971) di Dennis Hopper, 1941 - Allarme a Hollywood (1979) di Steven Spielberg e Tigrero (1994) di Mika Kaurismäki.

## Omaggi
- Nel documentario The Typewriter, the Rifle & the Movie Camera (1996) di Adam Simon, i registi Martin Scorsese, Quentin Tarantino, Tim Robbins e Jim Jarmusch omaggiano e ripercorrono la carriera cinematografica di Samuel Fuller.

- Nel film I morti non muoiono (2019) di Jim Jarmusch, su una lapide vi è inciso il nome di Samuel Fuller.

## Riconoscimenti
- Festival internazionale del film di Locarno
  - 1993: Pardo d'onore

## Filmografia

### Regista

#### Cinema
- Ho ucciso Jess il bandito (I Shot Jesse James) (1948)
- Il barone dell'Arizona (The Baron of Arizona) (1949)
- Corea in fiamme (The Steel Helmet) (1951)
- I figli della gloria (Fixed Bayonets!) (1951)
- Park Row (1952)
- Mano pericolosa (Pickup on South Street) (1953)
- Operazione mistero (Hell and High Water) (1953)
- La casa di bambù (House of Bamboo) (1955)
- La tortura della freccia (Run of the Arrow) (1956)
- La porta della Cina (China Gate) (1957)
- Quaranta pistole (Forty Guns) (1957)
- Verboten, forbidden, proibito (Verboten!) (1958)
- Il kimono scarlatto (The Crimson Kimono) (1959)
- La vendetta del gangster (Underworld U.S.A.) (1961)
- L'urlo della battaglia (Merrill's Marauders) (1962)
- Il corridoio della paura (Shock Corridor) (1963)
- Il bacio perverso (The Naked Kiss) - conosciuto anche col titolo Il bacio nudo (1964)
- Quattro bastardi per un posto all'inferno (Shark!) (1969)
- La rossa ombra di Riata (The Deadly Trackers), co-regia con Barry Shear - non accreditato (1973)
- Il grande uno rosso (The Big Red One) (1980)
- Cane bianco (White Dog) (1982)
- Les Voleurs de la nuit (1984)
- Strada senza ritorno (Street of No Return) (1989)

#### Televisione
- Quel dannato pugno di uomini (The Meanest Men in the West) (1965) - film TV
- Tatort - serie TV, episodio Piccione morto in Beethoven Strasse[2][3] (Tote Taube in der Beethovenstrasse) (1973)
- Tinikling ou 'La madonne et le dragon' (1990) - film TV

### Attore
- Il bandito delle 11 (Pierrot le Fou), regia di Jean-Luc Godard (1965)
- Fuga da Hollywood (The Last Movie), regia di Dennis Hopper (1971)
- L'amico americano (Der amerikanische Freund), regia di Wim Wenders (1977)
- 1941 - Allarme a Hollywood (1941), regia di Steven Spielberg (1979)
- Hammett - Indagine a Chinatown (Hammett), regia di Wim Wenders (1982)
- Lo stato delle cose (Der Stand der Dinge), regia di Wim Wenders (1982)
- I vampiri di Salem's Lot (A Return to Salem's Lot), regia di Larry Cohen (1987)
- Napoli-Berlino, un taxi nella notte (Helsinki Napoli All Night Long), regia di Mika Kaurismäki (1987)
- Tigrero: A Film That Was Never Made, regia di Mika Kaurismäki (1994)
- Crimini invisibili (The End of Violence), regia di Wim Wenders (1997)